# Svetlana Tsarukayeva
Svetlana Tsarukayeva, née le 25 décembre 1987 est une haltérophile russe.

## Carrière
Aux jeux olympiques de 2012, elle décroche la médaille d'argent de sa catégorie, mais est disqualifiée quelques années après, à la suite d'un contrôle antidopage positif, ce qui lui fait également perdre sa médaille

## Palmarès

### Championnats du monde d'haltérophilie
- Championnats du monde d'haltérophilie 2011 à Paris
  -  Médaille d'or en moins de 63 kg.
- Championnats du monde d'haltérophilie 2009 à Goyang
  -  Médaille d'argent en moins de 63 kg.
- Championnats du monde d'haltérophilie 2007 à Chiang Mai
  -  Médaille d'argent en moins de 63 kg.
- Championnats du monde d'haltérophilie 2006 à Doha
  -  Médaille d'argent en moins de 63 kg.

### Championnats d'Europe d'haltérophilie
- Championnats d'Europe d'haltérophilie 2011 à Kazan
  -  Médaille d'argent en moins de 63 kg.